# Я люблю мужчину в униформе
«Я люблю мужчину в униформе» (англ. I Love a Man in Uniform, альтернативное название A Man in Uniform, дословно «Человек в униформе» или «Мужчина в униформе») — кинофильм.

## Сюжет
Банковский служащий, мечтающий стать киноактёром, наконец-то получает небольшую роль полицейского в телесериале. Воспринимая это как прорыв, он стремится вжиться в долгожданную роль как можно глубже. В конечном счёте, грань между реальностью и вымыслом для него стирается, и, отождествляя себя с офицером полиции, он выходит на улицы бороться с преступностью…

## В ролях
- Том МакКамус — Генри Адлер
- Бриджит Бако — Чарли Уорнер
- Кевин Тай — Фрэнк
- Алекс Харзи — Брюс
- Грэм Макферсон — мистер Пирсон
- Дэниел МакАйвор — режиссёр
- Венди Хопкинс — режиссёр по подбору актёров
- Генри Черни — Джозеф Риггс
- Майкл Хоган — детектив Итч
- Альберт Шульц — бизнесмен
- Мэттью Фергюсон — Эдвард Николс

## История проката

### Даты премьер
Даты приведены в соответствии с данными IMDb.
- Франция — май 1993 года (премьерный показ в Каннах в рамках программы «Двухнедельник режиссёров»)
- Канада — 10 сентября 1993 года(показ на кинофестивале в Торонто)
- Италия — октябрь 1993 года(показ на кинофестивале Mystfest)
- Испания — октябрь 1993 года(показ на кинофестивале в Вальядолиде)
- Италия — 29 апреля 1994 года
- Испания — 10 июня 1994 года
- США — 24 июня 1994 года
- Финляндия — 12 августа 1994 года
- Великобритания — 10 марта 1995 года
- Германия — 15 мая 1995 года

### Реакция критики
Сергей Кудрявцев: «Несколько декларативная притча о фетишизации униформы и оружия (сразу же вспоминается гениальная картина „Диллинджер мёртв“ итальянца Марко Феррери) позволяет в финале проникнуться внезапным сочувствием к несчастному герою».

## Награды и номинации
Список наград и номинаций приведён в соответствии с данными IMDb.
| Год  | Событие                                                                     | Номинация                         | Награждённый     |
| ---- | --------------------------------------------------------------------------- | --------------------------------- | ---------------- |
| 1993 | Кинопремия «Джини»                                                          | Лучшая мужская роль               | Том МакКамус     |
| 1993 | Кинопремия «Джини»                                                          | Лучшая мужская роль второго плана | Кевин Тай        |
| 1993 | Международный кинофестиваль детективных и фантастических фильмов «Mystfest» | Лучший фильм                      | Дэвид Веллингтон |
| 1993 | Международный кинофестиваль детективных и фантастических фильмов «Mystfest» | Лучший актёр                      | Том МакКамус     |
| 1993 | Международный кинофестиваль детективных и фантастических фильмов «Mystfest» | Выбор критиков                    | Дэвид Веллингтон |
| 1993 | Международный кинофестиваль детективных и фантастических фильмов «Mystfest» | Приз зрительских симпатий         | Дэвид Веллингтон |
| 1993 | Международный кинофестиваль в Вальядолиде                                   | Лучший оператор-постановщик       | Дэвид Франко     |

Номинации
| Год  | Событие            | Номинация                         | Номинант                                                              |
| ---- | ------------------ | --------------------------------- | --------------------------------------------------------------------- |
| 1993 | Кинопремия «Джини» | Лучшая женская роль второго плана | Бриджит Бако                                                          |
| 1993 | Кинопремия «Джини» | Лучший монтаж                     | Сьюзан Шиптон                                                         |
| 1993 | Кинопремия «Джини» | Лучший монтаж звука               | Дейл Шелдрейк, Шон Келли, Энди Малкольм, Пенни Хози, Джэйн Таттерсолл |
| 1993 | Кинопремия «Джини» | Лучший звук                       | Джессика Кассавант, Джо Гримальди, Брайан Дэй, Ао Лоо                 |